# Bernhard von Hartz
Bernhard Josef Maria von Hartz (Regensburg, 12. travnja 1862. – Dorfen, 20. kolovoza 1944.) je bio njemački general i vojni zapovjednik. Tijekom Prvog svjetskog rata zapovijedao je 2. bavarskom pješačkom divizijom, te LVII. korpusom na Zapadnom bojištu.

## Obitelj
Bernhard von Hartz je rođen 12. travnja 1862. u Regensburgu u bavarskoj plemićkoj obitelji. Sin je Leonharda von Hartza, inače potpukovnika u bavarskoj vojsci, i Hildegart Litzlkirchner. U kolovozu 1894. oženio se s Paulinom Benzino s kojom je imao dvoje djece i to sina Hellmuta i kćer Eriku. 

## Vojna karijera
Hartz je u bavarsku vojsku stupio kao kadet, nakon čega služi u Bavarskoj kraljevskoj tjelesnoj pješačkoj pukovniji u Münchenu. U lipnju 1892. je promaknut u čin poručnika, nakon čega od listopada te iste godine pohađa Bavarsku vojnu akademiju koju završava u rujnu 1895. godine. U ožujku 1897. unaprijeđen je u čin satnika, nakon čega služi u bavarskom Glavnom stožeru, te stožeru I. korpusa. Godine 1900. premješten je u bavarsko ministarstvo rata gdje radi o kadrovskom odjelu. U ministarstvu rata nalazi se do 1903. kada je raspoređen na službu u Nürnberg u stožer 5. bavarske divizije. U rujnu 1904. promaknut je u čin bojnika, te raspoređen na službu u bavarski Glavni stožer u Münchenu. Potom od 1905. služi u Glavnom stožeru u Berlinu, da bi u kolovozu 1906. bio imenovan zapovjednikom bojne u Bavarskoj kraljevskoj tjelesnoj pješačkoj pukovniji. U rujnu 1907. dostiže čin potpukovnika, nakon čega je ponovno premješten na službu u Glavni stožer u Berlinu. U siječnju 1910. imenovan je zapovjednikom Bavarske kraljevske tjelesne pješačke pukovnije tijekom koje službe je u ožujku 1910. promaknut u čin pukovnika. U listopadu 1912. postaje zapovjednikom 2. bavarske kraljevske pješačke brigade. Istodobno s tim imenovanjem unaprijeđen je u čin general bojnika. U ožujku 1913. ponovno je premješten na službu u Glavni stožer u Berlinu.

## Prvi svjetski rat
Na početku Prvog svjetskog rata Hartz je raspoređen u stožer 6. armije kojom je na Zapadnom bojištu zapovijedao bavarski princ Rupprecht. U sastavu iste sudjeluje u Graničnim bitkama i Bitci u Loreni. U rujnu 1915. promaknut je u čin general poručnika, da bi četiri mjeseca poslije, u rujnu, bio imenovan zapovjednikom 2. bavarske pješačke divizije. Zapovijedajući istom tijekom 1915. sudjeluje u Trećoj bitci u Artoisu, te tijekom 1916. u Verdunskoj bitci i Bitci na Sommi. U veljači 1917. imenovan je bavarskim predstavnikom u Glavnom stožeru. Navedenu dužnost obnaša do travnja 1918. kada postaje zapovjednikom LVII. korpusa zamijenivši na tom mjestu Rudolfa von Frommela. Navedenim korpusom koji je držao dio bojišta u Champagni zapovijedao je do kraja rata
.

## Poslije rata
Nakon završetka rata Hartz je u prosincu 1918. umirovljen. Preminuo je 20. kolovoza 1944. u 83. godini života u Dorfenu.

## Vanjske poveznice
(eng.) Bernhard von Hartz na stranici Prussianmachine.com

(njem.) Bernhard von Hartz na stranici Deutschland14-18.de